# National Bureau of Investigation
De National Bureau of Investigation (NBI) is een Filipijnse onderzoeksdienst. De NBI heeft tot taak om grote spraakmakende zaken die in het belang van de natie zijn te onderzoeken en op te lossen.
De NBI werd op 13 november 1936 opgericht als Division of Investigation (DI) naar voorbeeld van de Amerikaanse FBI op initiatief van toenmalig president Manuel Quezon en Minister van Justitie Jose Yulo. In 1947 werd de DI hernoemd tot Bureau of Investigation en later dat jaar werd het National Bureau of Investigation. 